# Ixchela pecki
Espèce
Synonymes
- Coryssocnemis pecki Gertsch, 1971

Ixchela pecki est une espèce d'araignées aranéomorphes de la famille des Pholcidae.

## Distribution
Cette espèce est endémique du Chiapas au Mexique,.

## Description
Le mâle étudié par Valdez-Mondragón en 2013 mesure 6,10 mm et la femelle 6,10 mm.

## Étymologie
Cette espèce est nommée en l'honneur de Stewart B. Peck.

## Publication originale
- Gertsch, 1971 : A report on some Mexican cave spiders. Association for Mexican Cave Studies Bulletin, vol. 4, p. 47-111.